# Alasana Manneh
Alasana Manneh (* 8. April 1998 in Banjul) ist ein gambischer Fußballspieler, der als Mittelfeldspieler für Hibernian Edinburgh in der Scottish Premiership spielt.

## Karriere
Manneh wurde in Banjul geboren und kam 2016 von der Aspire Academy zur Jugendmannschaft des FC Barcelona. Im Juli 2017 wurde er in die Reserve befördert.
Am 22. August 2017 wurde Manneh an den Segunda-División-B-Klub CE Sabadell ausgeliehen. Sein Debüt in der A-Nationalmannschaft gab er am 28. Oktober, als er beim 2:0-Auswärtssieg gegen UE Llagostera in der Startelf stand und den ersten Treffer erzielte.
Am 23. Januar 2018 wechselte Manneh ebenfalls mit einem vorübergehenden Vertrag zum bulgarischen Klub SFK Etar Weliko Tarnowo. Manneh debütierte für Etar am 17. Februar 2018 mit einem 3:3-Heimremis gegen Septemwri Sofia. Sein erstes Profitor erzielte er am 8. März, als er bei einer 1:2-Auswärtsniederlage gegen ZSKA Sofia den Ausgleich erzielte.
Im Juli 2019 unterzeichnete Manneh einen Vertrag beim polnischen Verein Górnik Zabrze.
Am Tag der Transferfrist, dem 31. August 2022, wurde Manneh zum dänischen Superliga-Klub Odense transferiert und erhielt dort einen Dreijahresvertrag.
Im Januar 2025 wechselte Manneh nach Schottland zu Hibernian Edinburgh.

## Internationale Karriere
Manneh gab sein Länderspieldebüt für die gambische Nationalmannschaft am 30. Mai 2016, als er bei einem 0:0-Testspiel gegen Sambia eingewechselt wurde.